# تيكتونيك (رقص)

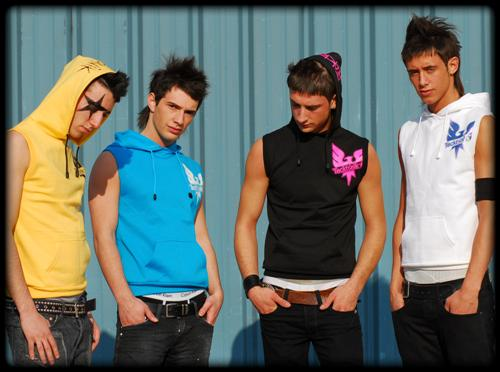
رجال يَرقصُون رقصة التيكتونيك.

التيكتونيك (بالإنجليزية:  Tecktonik)‏ وتُعرف أيضًا باسم تاك هو شكلٌ من أشكال الرقص على أساس خليط من الهيب هوب والتيكنو، ظهرَ هذا النوع من الرقص لأول مرة عام 2002 في باريس بفرنسا في نادي ميترو بوليس ونمت شعبيته، في هذه الرقصة تلعب الملابس دورًا أيضًا، أغلبية الراقصين من الرجال يَرتدون سراويلًا وتشيرتات ضيِّقة.

## وصلات خارجية
- مجموعة من رقصات التيكتونيك من موقع يوتوب